# Бенедикт Вонг
Бенедикт Вонг (англ. Benedict Wong, нар. 3 липня 1971, Екклс, Великий Манчестер) — британський актор. Найбільшу відомість принесли ролі Хубілай-хана в телесеріалі Netflix «Марко Поло», Брюса Іна в «Марсіянині», Піта Чена у програмі BBC One «Велика гра», пілота корабля Равеля в «Прометеї» і Вонга у фільмі Marvel «Доктор Стрендж». Вонг знаний не тільки як телевізійний і кіноактор, але і як театральний.

## Раннє життя та освіта
Бенедикт Вонг народився в Екклсі, Великий Манчестер, що в північно-західній Англії. Його батьки — емігранти з Гонконгу через Ірландію. Виріс в Сіті-оф-Солфорд.
В юності відвідував дворічні курси акторської майстерності в Міському коледжі Солфорда; під час навчання він працював білетером в нині неіснуючому театрі «Грін-рум».

## Кар'єра
Першу роль, яку зіграв Вонг, став спектакль 1993 року «Приправа Кай Мей» на BBC Radio, написаний Кевіном Вонгом. Згодом він зіграв роль Еррола Спірса у сіткомі «Пятнадцатиповерхівка», де також з'явився британський комедійний актор Шон Лок. Наступним персонажем, яку зіграв Вонг, став доктора Франкліна Фу у другому сезоні серіалу «Абсурдне природознавство».
У 2007 році Вонг виконав головну роль у фільмі «Зроби себе сам».
Вонг з'явився у другій серії 4 сезону комедії The IT Crowd, у якій зіграв роль Прайма. Також з'явився у фільмі «Шанхай» в ролі Юсо Кіта і телесеріалі BBC «Воїни духу» в ролі Лі.
У 2012 році Вонг з'явився у довгоочікуваному фільмі «Прометей».
У 2013 році було оголошено, що Вонг отримав провідну роль у виставі «#авв: Арешт Ай ВейВея» в театрі Хампстед. Незабаром після цього театр Альмеїда оголосив, що Вонг приєднався до акторського складу нової п'єси «Кімерика». У тому ж році він зіграв роль гангстера Лау у драмеді BBC Two «Не ті хлопці».
В грудні 2014 році на Netflix вийшов перший сезон серіалу «Марко Поло», у якому Вонг зіграв Хубілай-хана. В липні 2016 року вийшов другий сезон шоу, в якому Вонг повторив свою роль.
У 2015 році Вонг з'явився в іншому науково-фантастичному фільмі Рідлі Скотта, зігравши Брюса Іна в «Марсіянині».
У 2016 році він приєднався до акторського складу супергеройського фільму «Доктор Стрендж» в ролі Вонга.
У 2016 році знявся в телевізійному серіалі «Чорне дзеркало», де зіграв роль Шона з Антикримінального агентства.

## Фільмографія

### Основні ролі 2010-х років
| Рік       |     | Українська назва                          | Оригінальна назва                           | Роль                  |
| --------- | --- | ----------------------------------------- | ------------------------------------------- | --------------------- |
| 2026      | ф   | Собачі зірки                              | The Dog Stars                               |                       |
| 2025      | ф   | Зброя                                     | Weapons                                     |                       |
| 2022      | с   | Жінка-Галк: Адвокатка                     | She-Hulk: Attorney at Law                   | Вонг                  |
| 2022      | ф   | Доктор Стрендж у мультивсесвіті божевілля | Doctor Strange in the Multiverse of Madness | Вонг                  |
| 2021      | ф   | Людина-павук: Нема шляху додому           | Spider-Man: No Way Home                     | Вонг                  |
| 2021      | ф   | Шан-Чі та Легенда Десяти Кілець           | Shang-Chi and the Legend of the Ten Rings   | Вонг                  |
| 2021      | мф  | Рая та останній дракон                    | Raya and the Last Dragon                    | Тонг                  |
| 2020      | ф   | Дев'ять днів                              | Nine Days                                   | Кйо                   |
| 2019      | мф  | Леді та Блудько                           | Lady and the Tramp                          | Бульдог (голос)       |
| 2019      | ф   | Історія Девіда Коперфілда                 | The Personal History of David Copperfield   | пан Вікфільд          |
| 2019      | ф   | Двійник                                   | Gemini Man                                  | Барон                 |
| 2019      | ф   | Месники: Завершення                       | Avengers: Endgame                           | Вонг                  |
| 2018      | с   |                                           | Deadly Class                                | майстер Лінь          |
| 2018      | ф   | Месники: Війна нескінченності             | Avengers: Infinity War                      | Вонг                  |
| 2018      | ф   | Анігіляція                                | Annihilation                                | Ломакс                |
| 2017      | с   | Електричні сни Філіпа К. Діка             | Philip K. Dick's Electric Dreams            | Ендрюз, 1 епізод      |
| 2017      | вг  |                                           | Prey                                        | Алекс Ю (голос)       |
| 2016      | с   | Чорне дзеркало                            | Black Mirror                                | Шон Лі, 1 епізод      |
| 2016      | ф   | Доктор Стрендж                            | Doctor Strange                              | Вонг                  |
| 2014—2016 | с   | Марко Поло                                | Marco Polo (TV Series)                      | хан Хубілай, 20 серій |
| 2015      | ф   | Марсіянин                                 | The Martian                                 | Брюс Ін               |
| 2014      | с   |                                           | Prey                                        | Ешлі Чань, 3 епізоди  |
| 2013      | с   | Не ті хлопці                              | The Wrong Mans                              | Лоу, 4 епізоди        |
| 2011—2013 | с   | Ватажок                                   | Top Boy                                     | Вінсент, 6 епізодів   |
| 2013      | ф   | Пипець 2                                  | Kick-Ass 2                                  | містер Кім            |
| 2013      | с   |                                           | Run                                         | Гао, 1 епізод         |
| 2013      | док |                                           | Words of Everest                            | Тенцинг Норгей        |
| 2013      | ф   | Ефект колібрі                             | Hummingbird                                 | пан Чой               |
| 2012      | ф   | Прометей                                  | Prometheus                                  | Ревел                 |
| 2010—2011 | с   | Закон і порядок: Велика Британія          | Law & Order: UK                             | Елі Смарт, 2 серії    |
| 2011      | ф   | Агент Джонні Інгліш: Перезапуск           | Johnny English Reborn                       | Чи Ханьлай            |
| 2011      | ф   | Леді (фільм)                              | The Lady                                    | Карма                 |
| 2011      | с   | Таємні зв'язки                            | Covert Affairs                              | Шень Юе, 1 епізод     |
| 2011      | ф   |                                           | The Flying Machine                          | Лан Лан (голос)       |

## Нагороди
У 2003 році Вонг був номінований на Премію британського незалежного кіно за найкращу другорядну роль у фільмі «Брудні принади».
У 2013 році Вонг був номінований на West End Frame Award за найкраще виконання в театральній постановці «Кімерики».